# Abatorul cinci (film)
Abatorul cinci (titlu original: Slaughterhouse-Five) este un film american din 1972 regizat de George Roy Hill. Este creat în genurile SF anti-război. Rolurile principale au fost interpretate de actorii Michael Sacks și Ron Leibman. Scenariul este scris de Stephen Geller pe baza romanului omonim de Kurt Vonnegut.

## Distribuție
- Michael Sacks – Billy Pilgrim
- Ron Leibman – Paul Lazzaro
- Eugene Roche – Edgar Derby
- Sharon Gans – Valencia Merble Pilgrim
- Valerie Perrine – Montana Wildhack
- Holly Near – Barbara Pilgrim
- Perry King – Robert Pilgrim
- Kevin Conway – Roland Weary
- Friedrich von Ledebur – liderul german
- Ekkehardt Belle – tânărul din garda germană
- Sorrell Booke – Lionel Merble
- Roberts Blossom – Wild Bob Cody
- John Dehner – profesorul Rumfoord
- Gary Waynesmith – Stanley
- Richard Schaal – Howard W. Campbell Jr.
- Gilmer McCormick – Lily Rumfoord
- Stan Gottlieb – Hobo
- Karl-Otto Alberty – garda germană, din grupul doi
- Henry Bumstead – Eliot Rosewater
- Lucille Benson – mama lui Billy
- John Wood – ofițerul englez (ca Tom Wood)

## Lansare și primire
În 1972 a primit Premiul Saturn pentru cel mai bun film științifico-fantastic, fiind primul film care a câștigat acest premiu.